# Fort de Ramathra
Le fort de Ramathra est un bastion des Rajputs de Jadaun (en) (ou Jadon) du XVIIe siècle situé près de la ville de Sapotara dans le district de Karauli au Rajasthan en Inde. Le site est à 72 km au sud-ouest de Karauli et à 60 km à l'est de Gangapur City.
Les Jadaun appartiennent à la caste Chandravanshi et revendiquent leur ascendance divine de nul autre que du dieu Krishna. 

## Histoire
Une petite forteresse construite par le chef tribal Meena existait déjà sur le site actuel[réf. souhaitée]. Elle fut agrandie et fortifiée par le fondateur Thakur Bhoj Pal[réf. souhaitée]. Le fort est stratégiquement situé[réf. souhaitée] dans la direction nord-sud et couvre une crête qui s'élève au point le plus élevé de la région des collines de la chaîne des Aravalli. 
Ramathra a été accordé comme fief en 1645 à Thakur Bhoj Pal par son père le maharaja de Karauli et de Jalesar (en).
Selon la croyance populaire[réf. souhaitée], c'est un endroit où le dieu Rāma (ou Rām) est supposé s'être arrêté - peut-être enchanté par le cadre paisible et pittoresque avant de descendre plus au sud pendant son exil à Ayodhya. C'est ainsi que le lieu fut nommé « Ram-thehera », c'est-à-dire « la halte de Rām », qui devint au fil du temps « Ramathra »[réf. souhaitée].
Aujourd'hui le fort appartient à Thakur Brijendra Rajpal[réf. souhaitée] et sa famille qui sont les descendants du fondateur.

## Description
Comme la plupart des forts du Rajasthan[réf. souhaitée], le fort a été construit sur un point élevé. Il a été construit sur un plan rectangulaire, en pierre avec des murs extérieurs robustes[réf. souhaitée] et une vue à 360° sur les environs. 

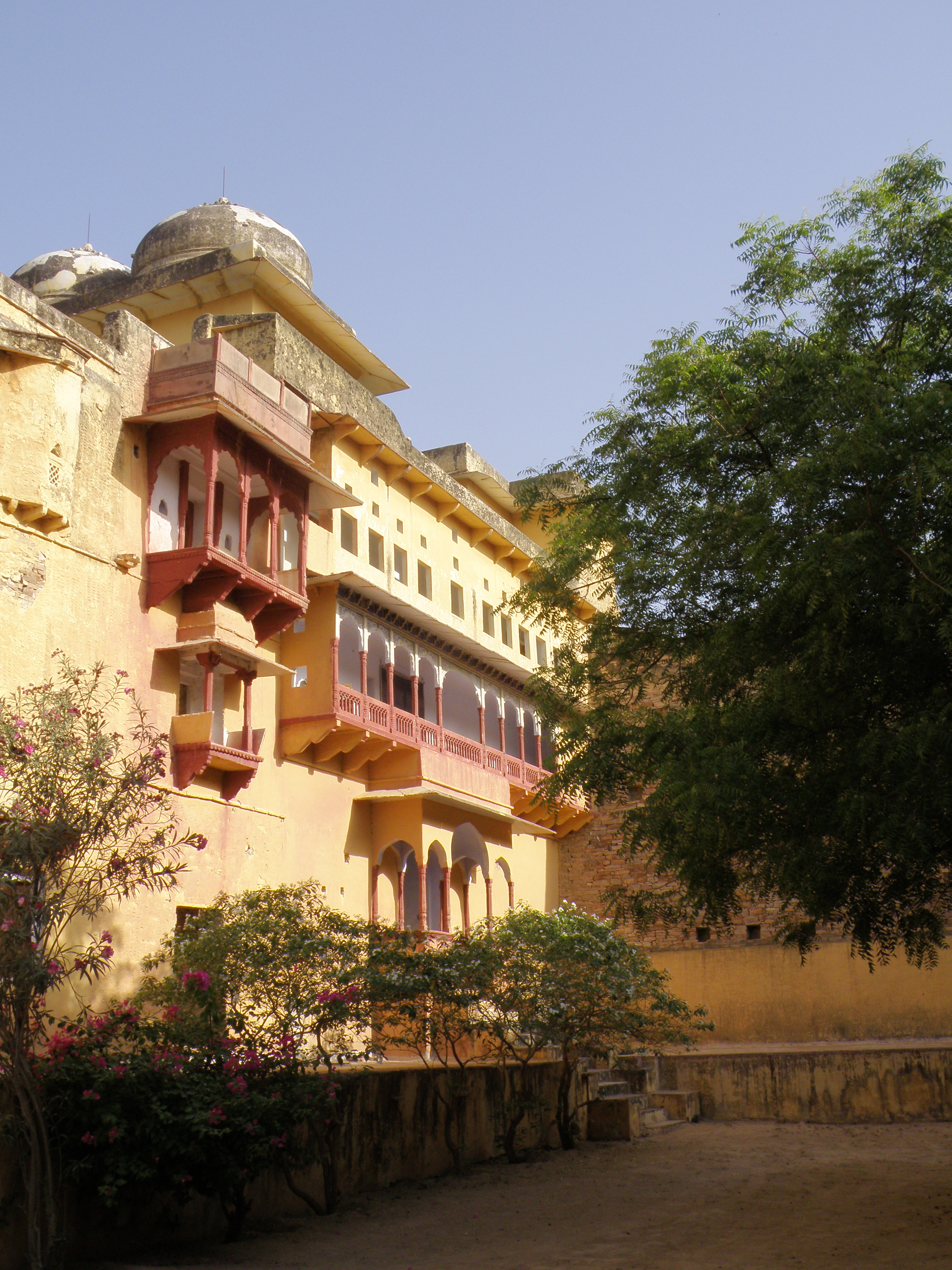
Palais du maharaja à l'intérieur du fort.

Le sommet des murs d'enceinte est suffisamment large[réf. souhaitée] pour permettre aux troupes de se déplacer facilement en temps de guerre. Le chemin de ronde est protégé sur son côté extérieur par des parapets de style classique[réf. souhaitée] de l'architecture militaire du Rajasthan. 
Ces murs extérieurs sont construits en pierres sèches sans mortier ou avec du mortier de chaux dans les endroits où il était nécessaire de les renforcer pour résister aux boulets de canons[réf. souhaitée]. Quatre tours d'angle rondes dominent le paysage à chaque coin de l'enceinte[réf. souhaitée]. Un unique porche d'entrée complète le dispositif défensif[réf. souhaitée].
À l'intérieur de ces murailles, le palais du maharaja à plusieurs étages et au décor assez simple[réf. souhaitée], possède des plafonds peints et des jalis de pierre.  
Aux environs immédiats du fort se trouvent deux petits temples dédiés à Ganesh et à Shiva[réf. souhaitée].
Le fort de Ramathra est placé au sommet d'une colline qui surplombe le lac Kalisil, un lac de retenue 17 km de long utilisé pour l'irrigation[réf. souhaitée] lorsque la mousson le remplit. Le lac est entouré de collines et de forêts et attire beaucoup d'oiseaux aquatiques ; bihoreaux, hérons, cormorans et quelques crocodiles[réf. souhaitée].
Le fort est situé entre la réserve ornithologique de Keoladeo Ghana à Bharatpur et la réserve de tigres du parc national de Ranthambore à Sawai Madhopur[réf. souhaitée]. À 15 km du fort se trouve le sanctuaire de vie sauvage de Keladevi[réf. souhaitée]. 
Le fort est, de nos jours, une auberge luxueuse.